# Петер Шраєр
Петер Шраєр (нім. Peter Schreyer) (* 1953, Бад-Райхенгалль) — німецький автомобільний дизайнер, художник. З 1979 року по 2001 працював, головним чином, на фірму «Audi». З 2007 року головний дизайнер фірми «Kia Motors».
Навчався промислового дизайну в Мюнхені. Студентом працював на «Audi» в Інгольштадті.

## Роботи дизайнера

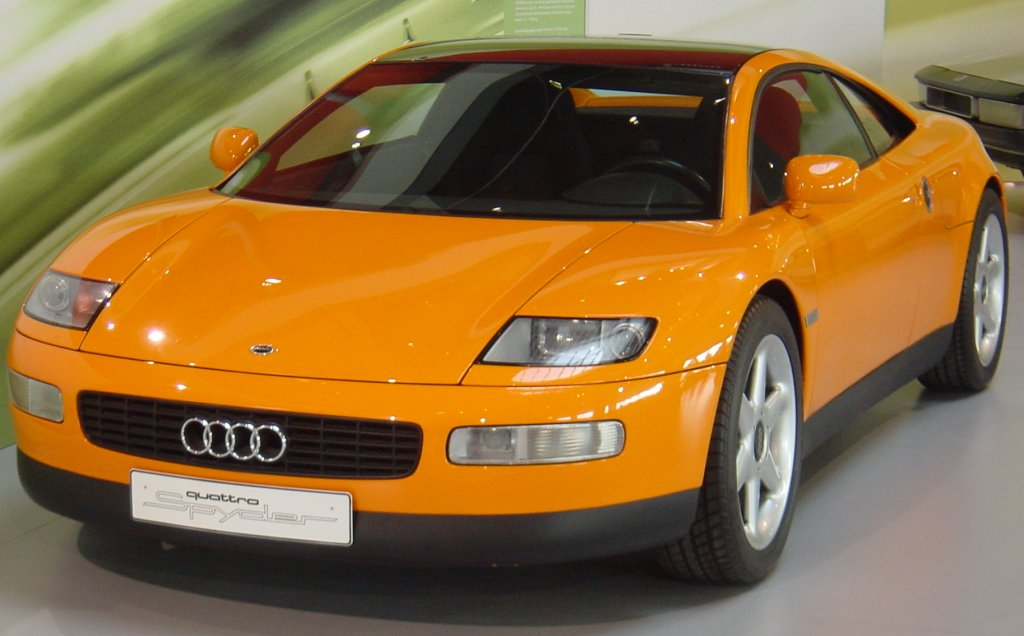
прототип Audi quattro spyder (1991) (разом з Ервіном Хіммелем)
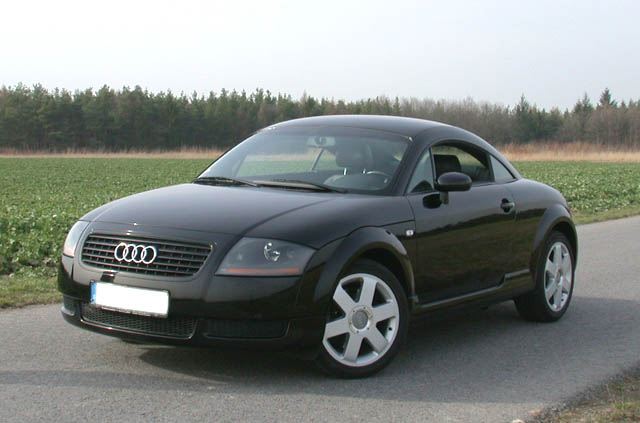
Audi TT (1994)
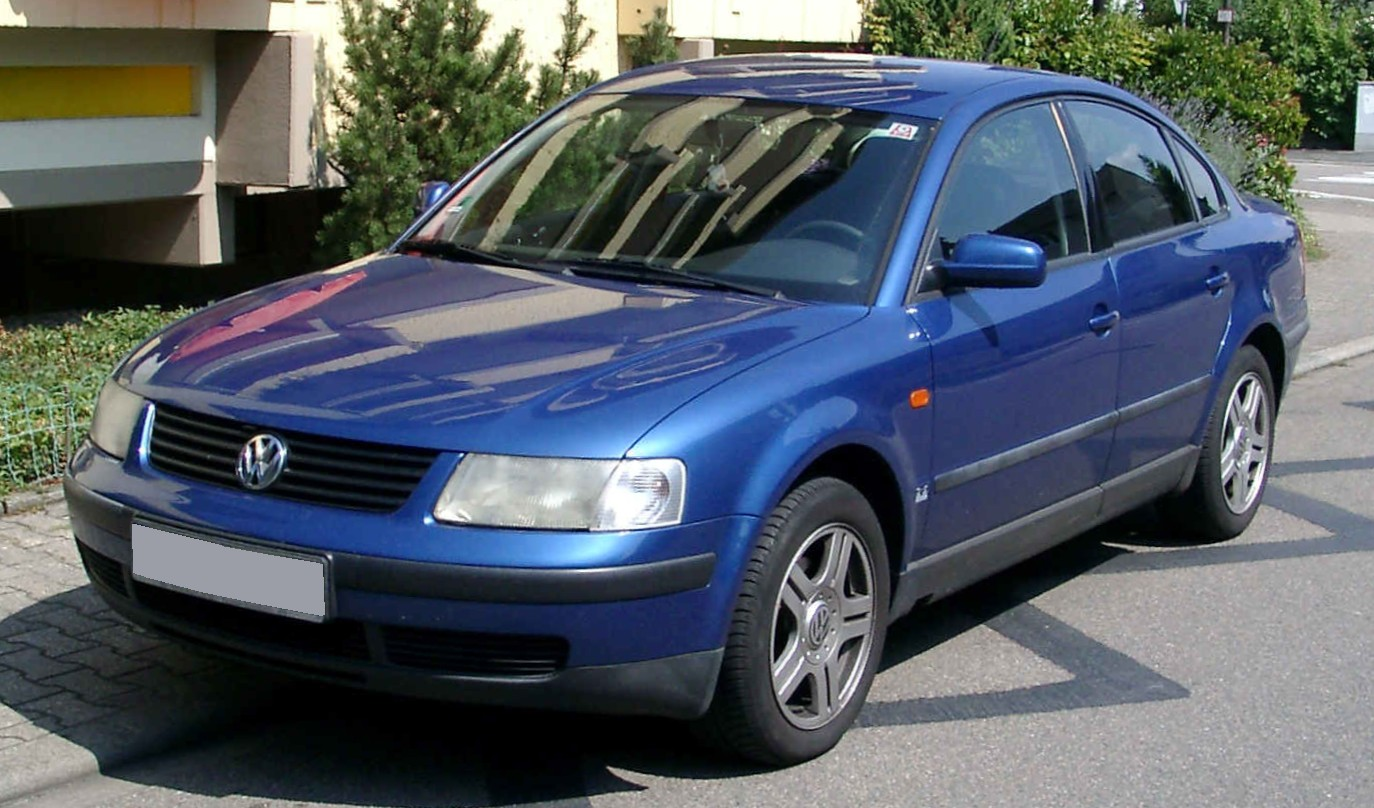
Volkswagen Passat B5 (1996)
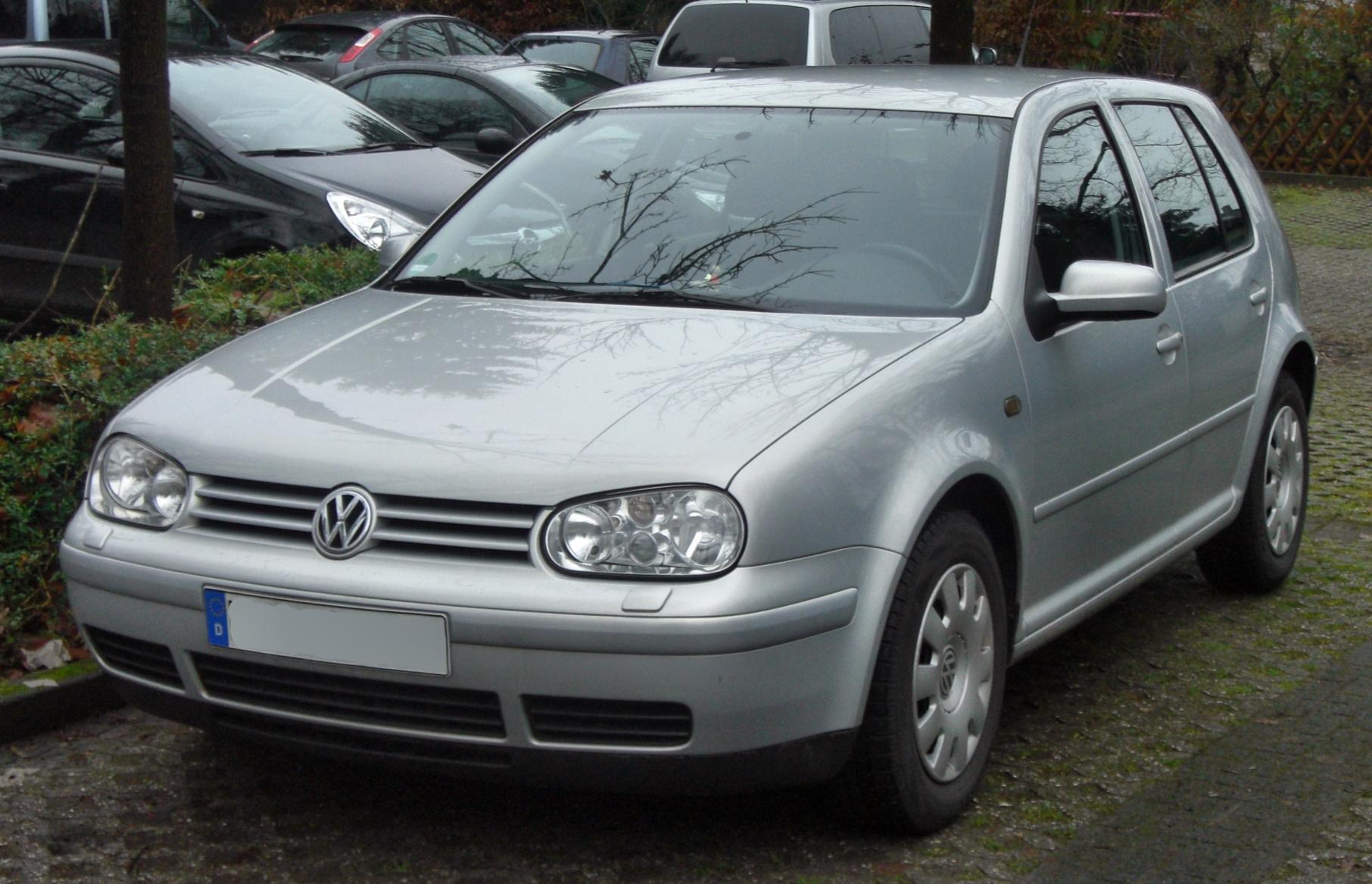
VW Golf IV (1997)
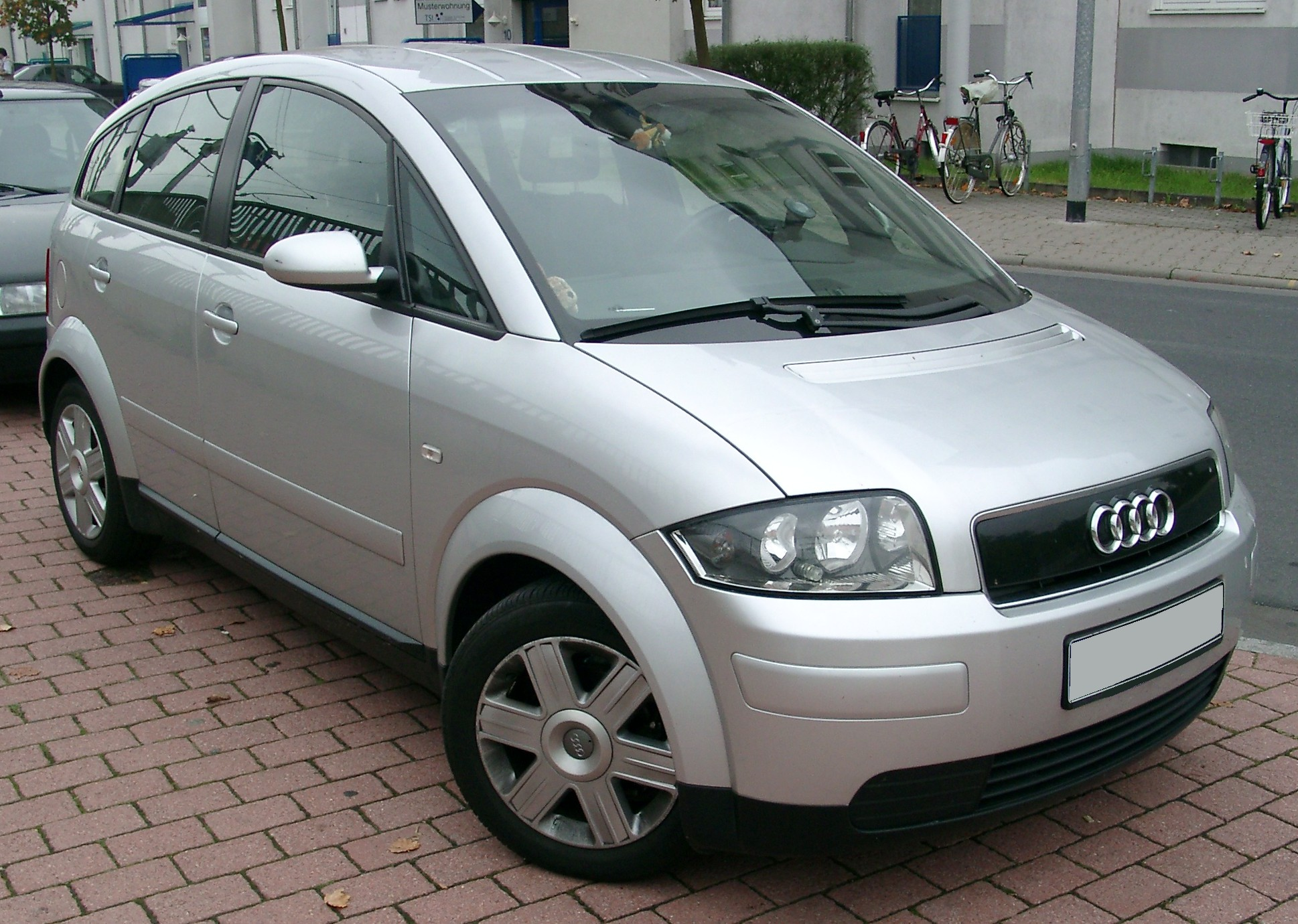
Audi A2 (1999)
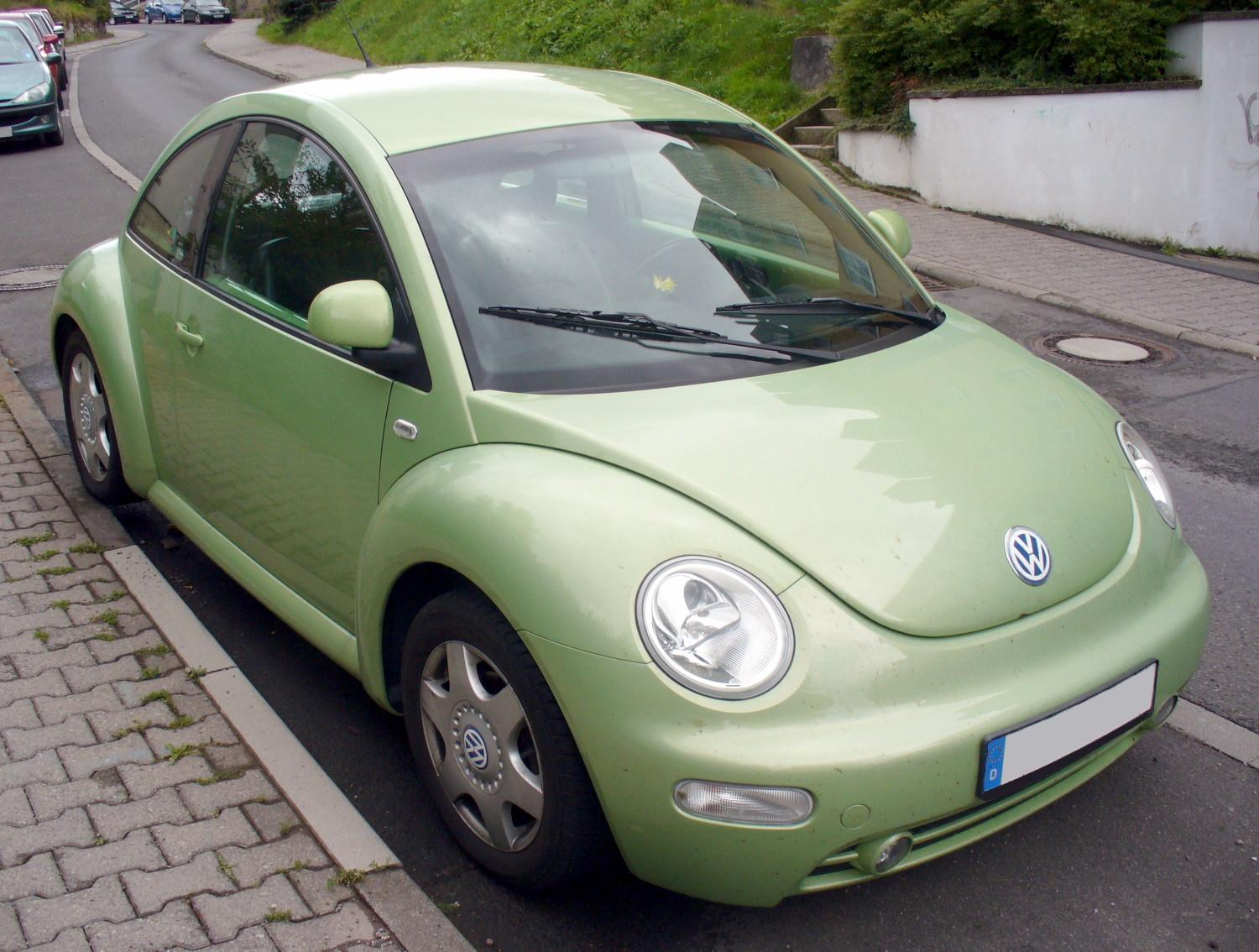
VW New Beetle (один із дизайнерів)
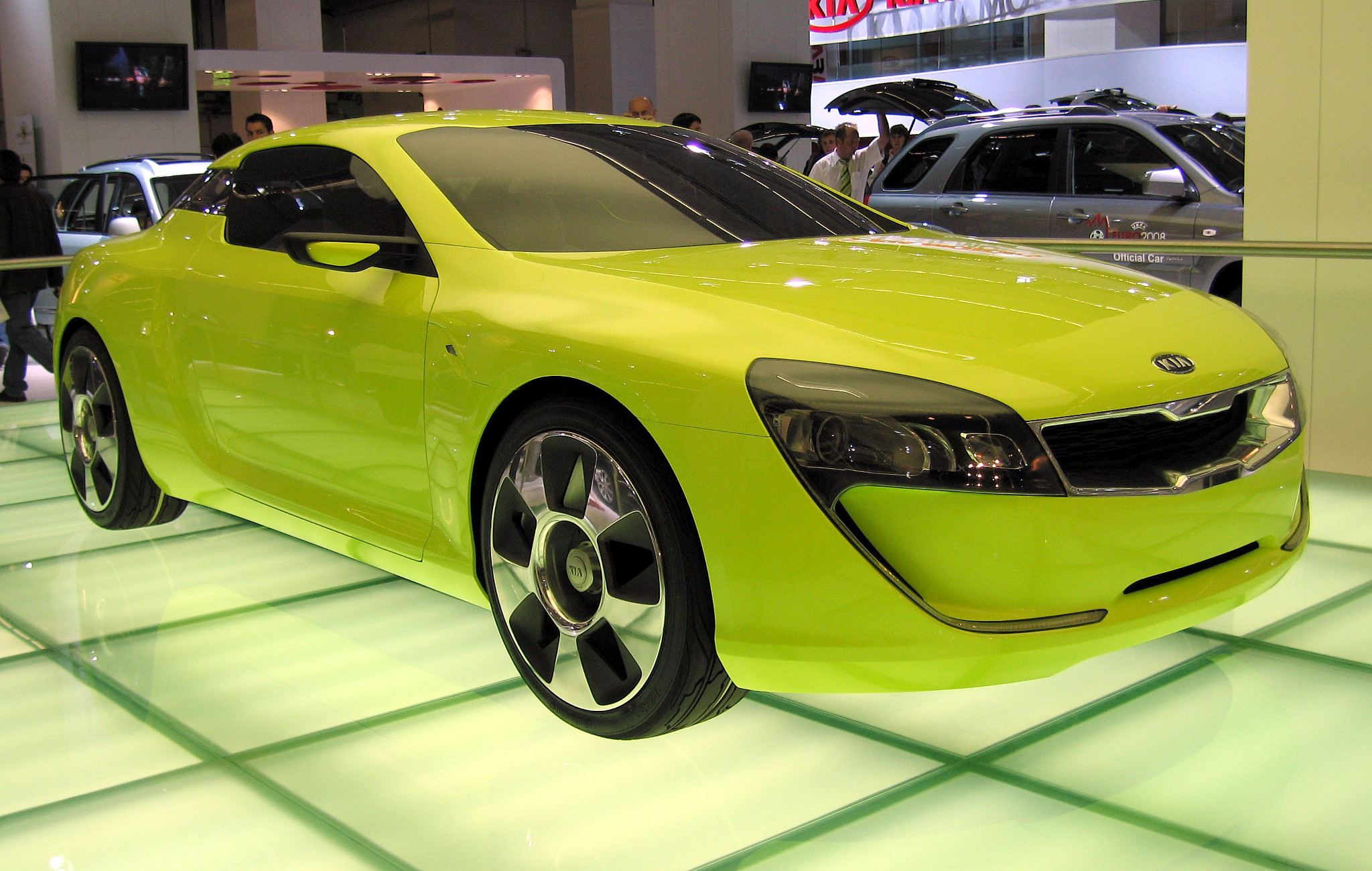
прототип Kia KEE (2007)
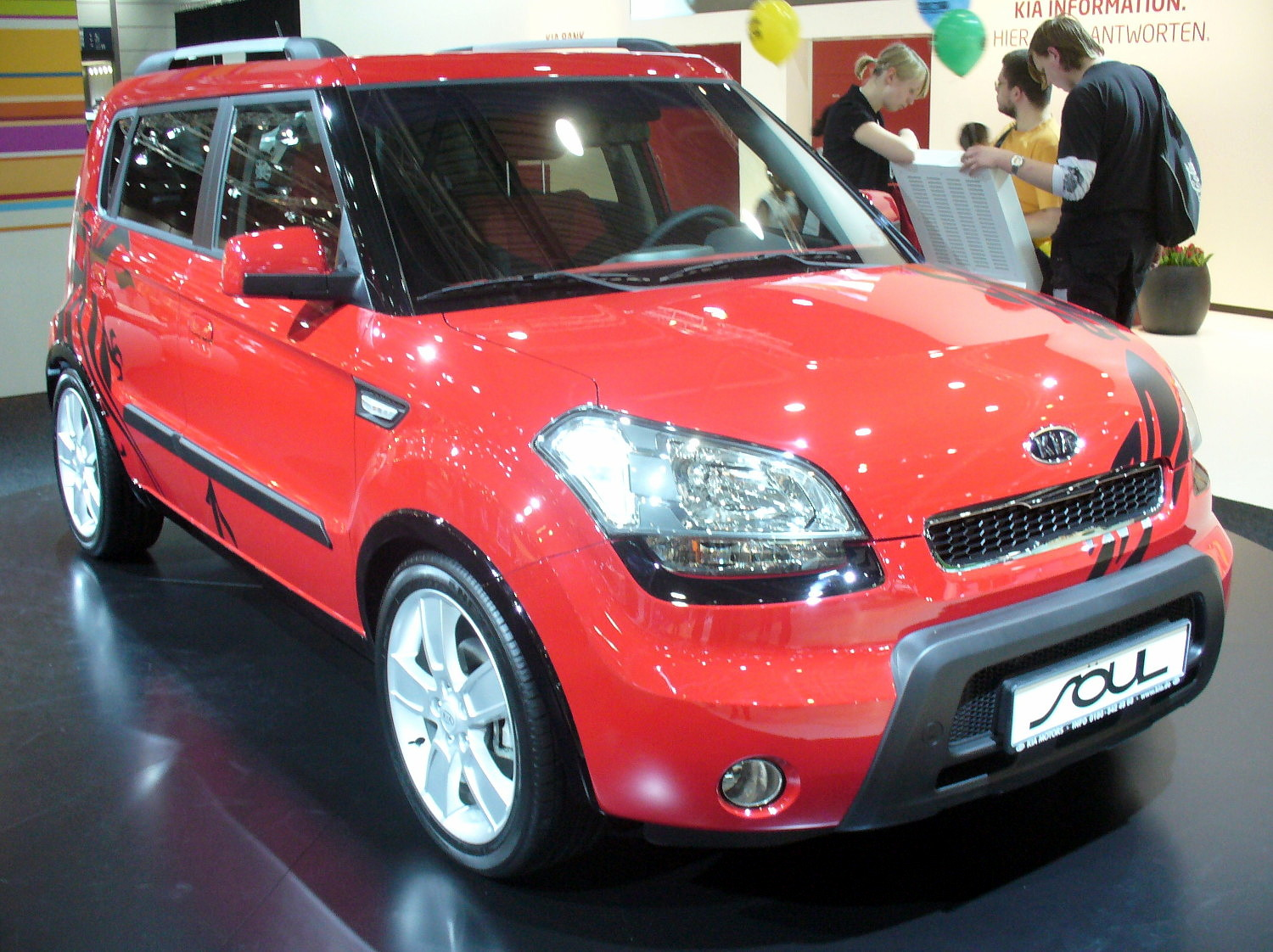
прототип Kia Soul (2008)
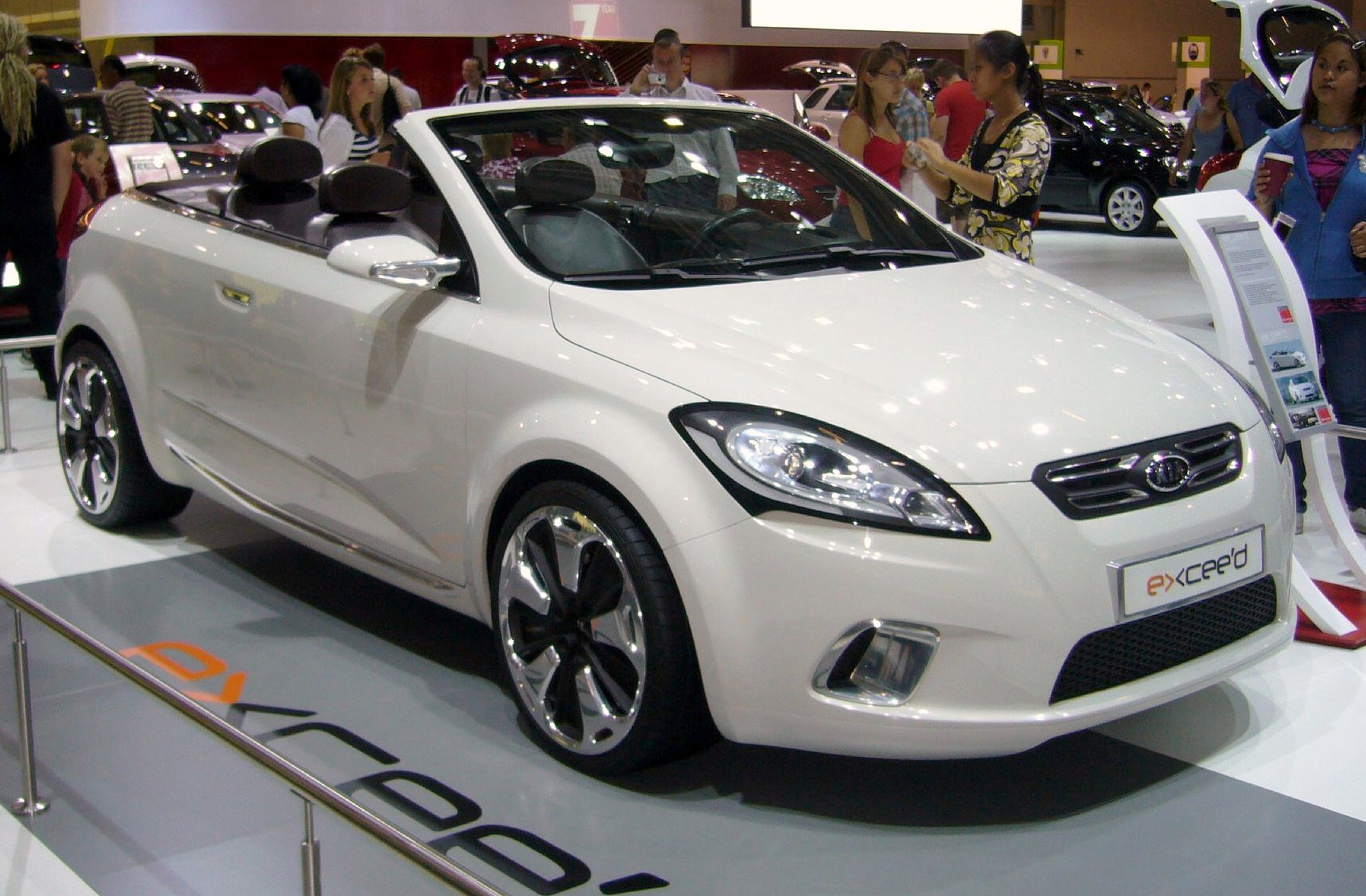
прототип Kia excee’d (2008)
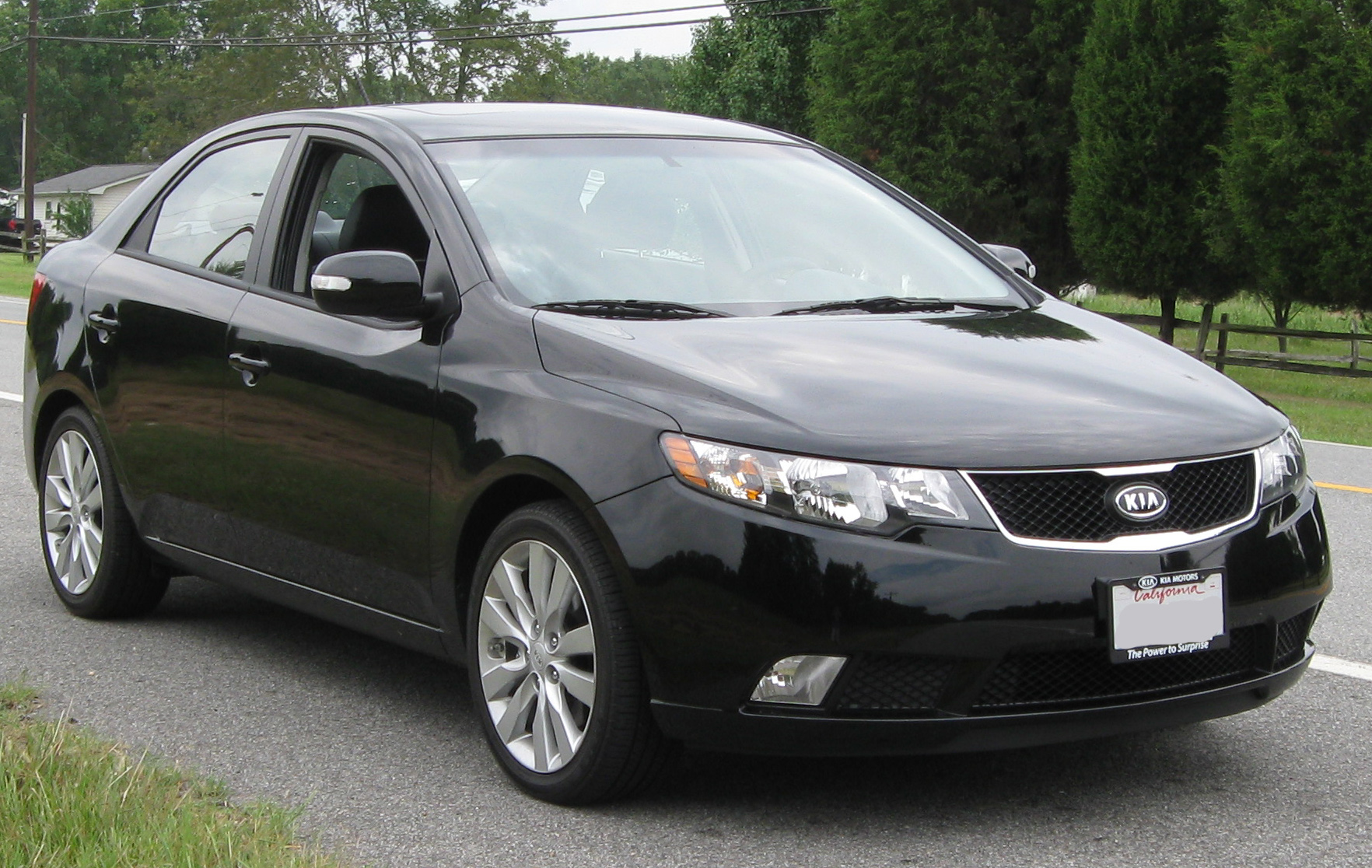
Kia Cerato ІІ (2008)
- Kia Sorento ІІ (2009)
- Kia Cadenza (2009)
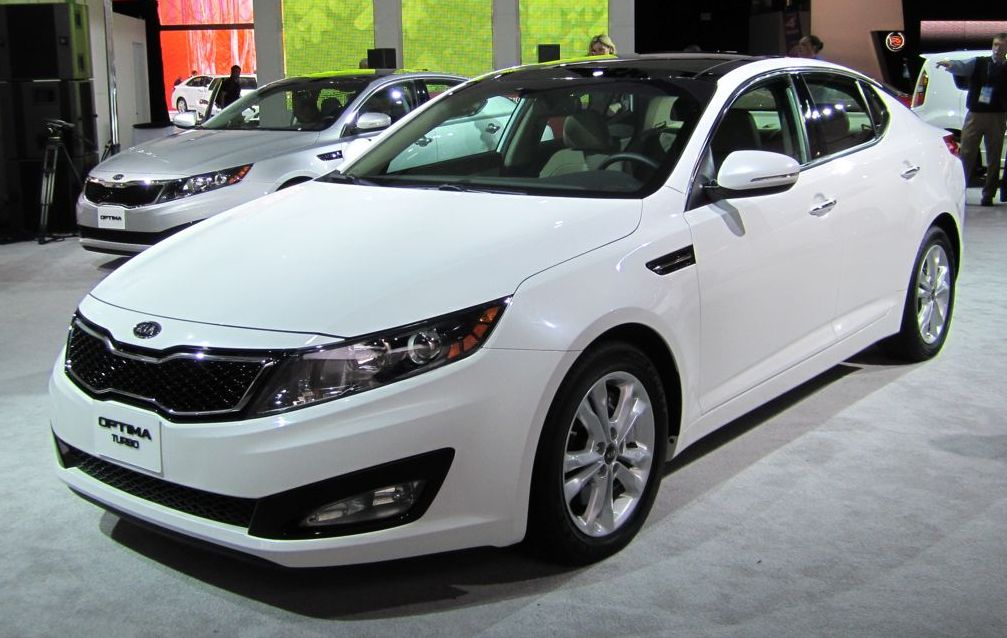
Kia Sportage ІІІ (2010)
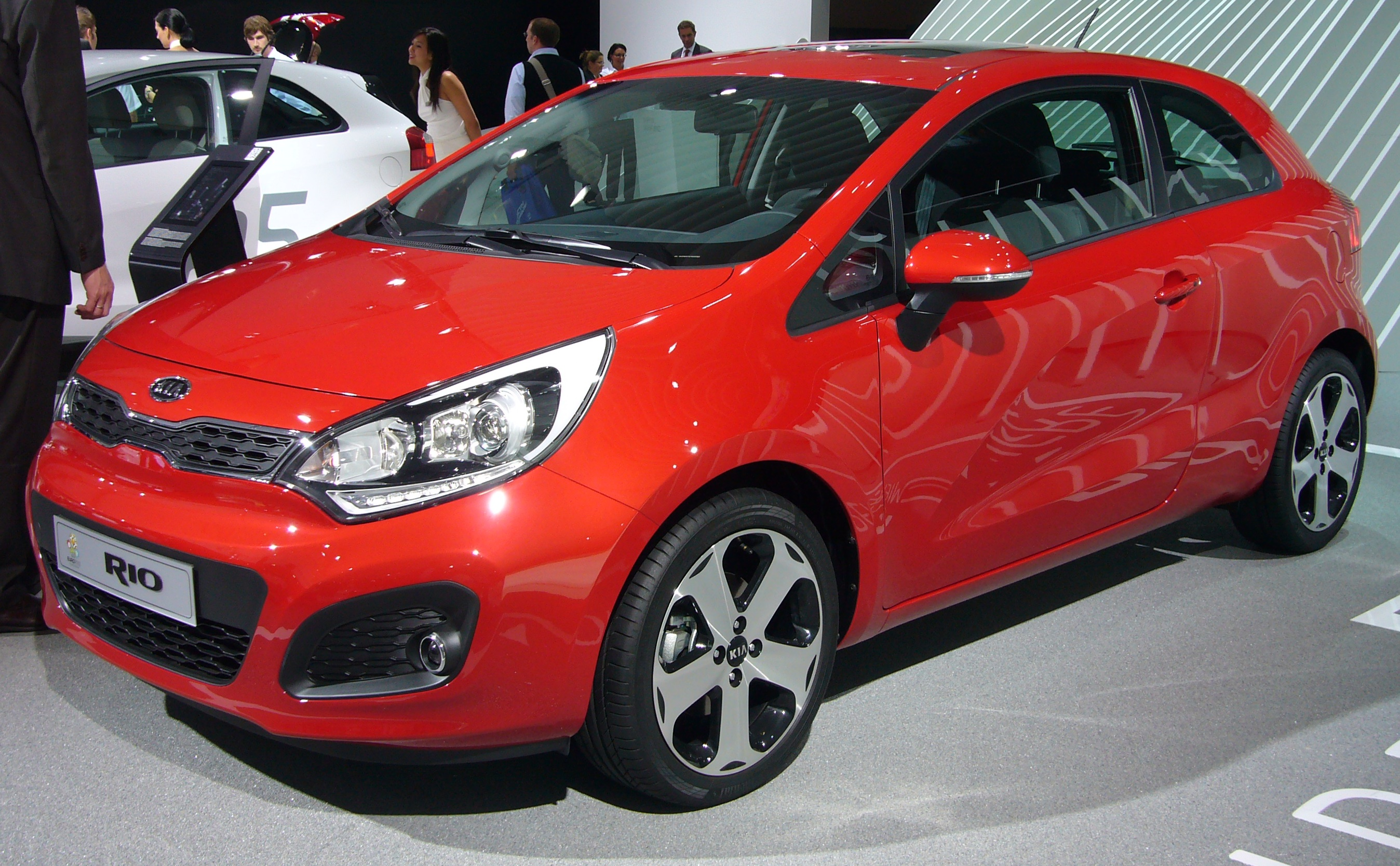
Kia Magentis ІІІ (2010)
- Kia Rio ІІІ (2011)
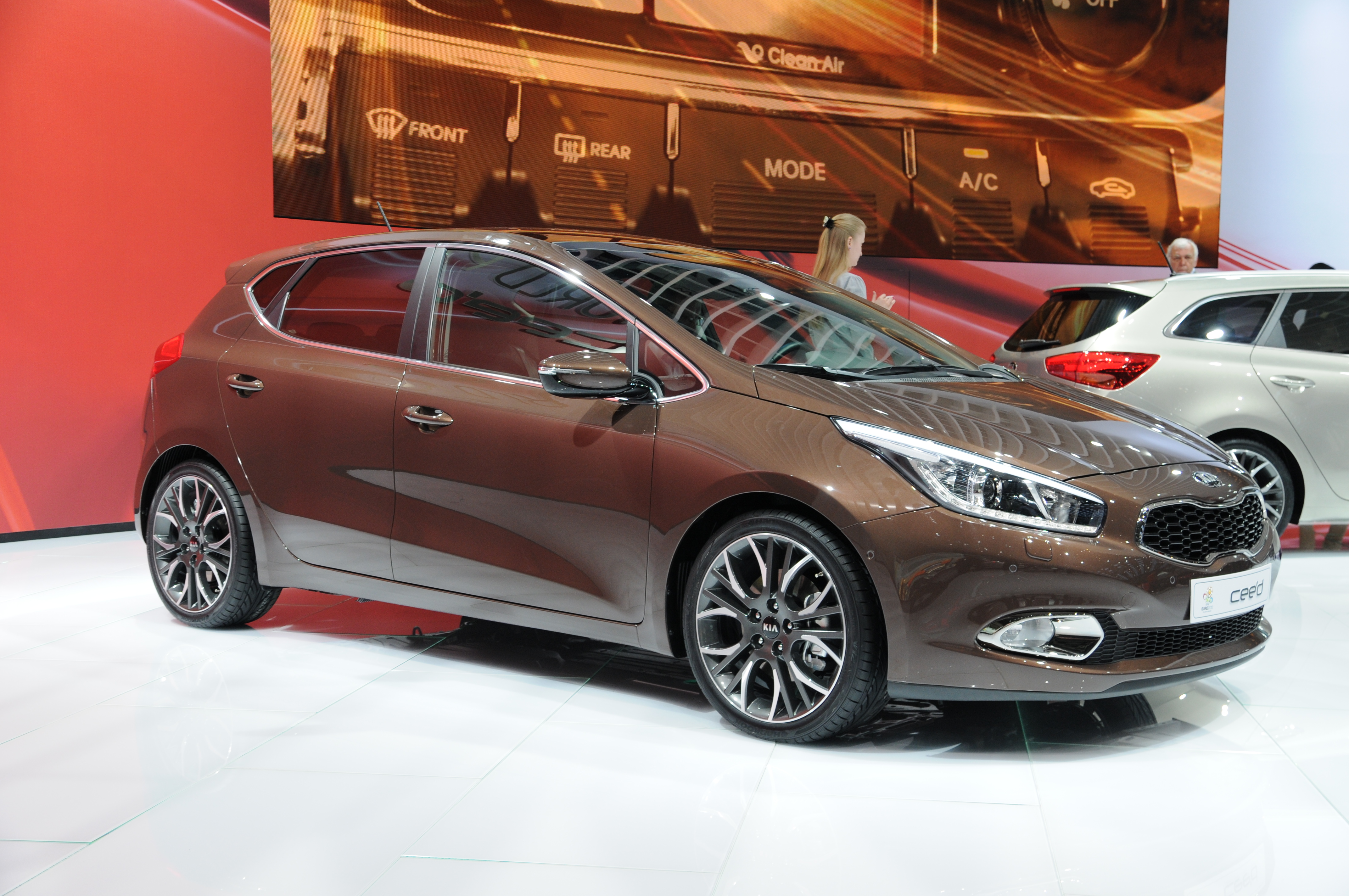
Kia cee'd ІІ (2012)